# Fortaleza da Taipa

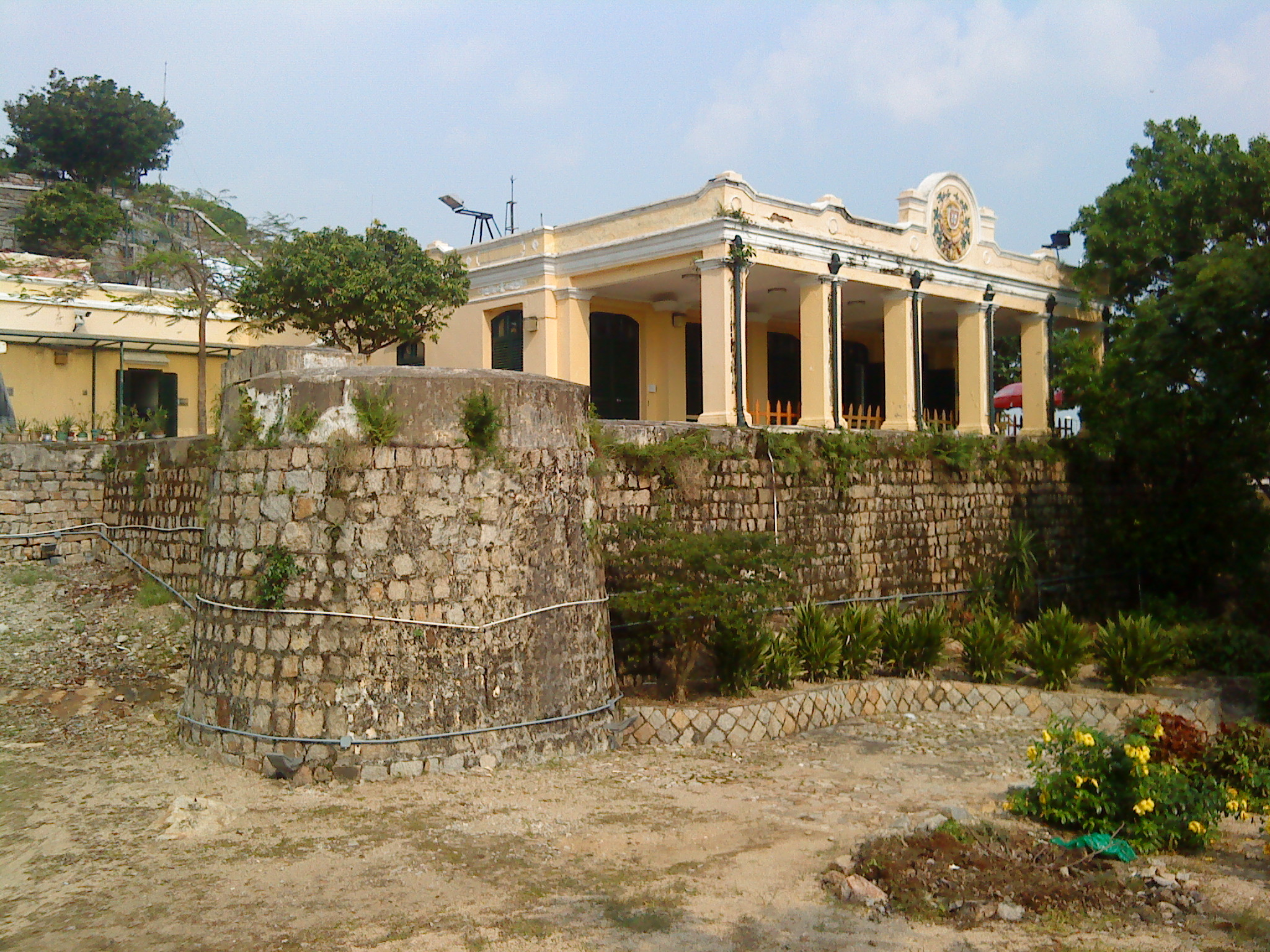
Fortaleza da Taipa

A Fortaleza da Taipa (em chinês:  氹仔炮台) é uma antiga fortaleza portuguesa construída na costa noroeste da ilha da Taipa, em Macau.

## História
A fortaleza foi construída em 1846 para defender a ilha de ataques piratas. Mais tarde, foi transformada em residência de Verão do governador de Macau. Nela funcionou a esquadra do Município das Ilhas de 1975 a 1998. Actualmente, para além de jardim, serve de sede à Associação de Escoteiros de Macau. 